# China nos Jogos Olímpicos de Inverno de 1998
A China mandou 57 competidores que disputaram sete modalidades nos Jogos Olímpicos de Inverno de 1998, em Nagano, no Japão. A delegação conquistou 8 medalhas no total, sendo seis de prata e duas de bronze.